# Singles 1965-1967
Singles 1965-1967 er et opsamlingsalbum, lavet som et box set, med The Rolling Stones musik over perioden 1965 til 1967. Det er den anden i serien som ABKCO Records udgav. 
Dette set blev der også sat spørgsmålstegn ved af kritikerne, om det var nødvendig at udgive specielt efter at der i 1989 udkom Singles Collection: The London Years, der allerede dækkede denne periode tilfredsstillende. 

## Spor
- Alle sangene er skrevet af Mick Jagger and Keith Richards udtaget hvor andet er noteret

### Disc 1
1. "(I Can't Get No) Satisfaction" – 3:43
2. "The Under Assistant West Coast Promotion Man" (Nanker Phelge) – 3:08
3. "The Spider and the Fly" – 3:38

### Disc 2
1. "Get Off of My Cloud" – 2:54
2. "I'm Free" – 2:24
3. "The Singer Not The Song" – 2:22

### Disc 3
1. "As Tears Go By" (Jagger/Richards/Andrew Loog Oldham) – 2:45
2. "Gotta Get Away" – 2:07

### Disc 4
1. "19th Nervous Breakdown" – 3:57
2. "Sad Day" – 3:02

### Disc 5
1. "Paint It, Black" – 3:44
2. "Stupid Girl" – 2:55
3. "Long, Long While" – 3:01

### Disc 6
1. "Mother's Little Helper" – 2:45
2. "Lady Jane" – 3:09

### Disc 7
1. "Have You Seen Your Mother, Baby, Standing in the Shadow?" – 2:34
2. "Who's Driving Your Plane?" – 3:14

### Disc 8
1. "Let's Spend the Night Together" – 3:26
2. "Ruby Tuesday" – 3:13

### Disc 9
1. "We Love You" – 4:36
2. "Dandelion" – 3:48

### Disc 10
1. "She's a Rainbow" – 4:12
2. "2000 Light Years from Home" – 4:44

### Disc 11
1. "In Another Land" (Bill Wyman) – 2:53
2. "The Lantern" – 4:26